# Helena Trojańska (film 1956)
Helena Trojańska (ang. Helen of Troy) – amerykański film kostiumowy z 1956 roku w reżyserii Roberta Wise’a, zrealizowany na podstawie Iliady Homera oraz innych antycznych mitów greckich. Zdjęcia kręcono w rzymskiej wytwórni filmowej Cinecittà, a plenery - w Punta Ala k. Grosseto w Toskanii.

## Obsada
- Rossana Podestà – Helena Trojańska
- Harry Andrews  – Hektor
- Maxwell Reed – Ajax
- Eduardo Ciannelli – Andros
- Jacques Sernas – Parys
- Cedric Hardwicke – Priam
- Stanley Baker – Achilles
- Niall MacGinnis – Menelaus
- Nora Swinburne – Hekuba
- Robert Douglas – Agamemnon
- Torin Thatcher – Odyseusz
- Janette Scott – Kassandra